# 三山乡 (巴林左旗)
三山乡是中华人民共和国内蒙古自治区赤峰市巴林左旗下辖的一个乡。
2012年1月20日，内蒙古自治区人民政府批复同意从乌兰达坝苏木划出部分区域，设置三山乡，辖新农、胡都格、新立、南沟、三山、温都好树、烧锅窑7个村，驻新农。

## 行政区划
三山乡下辖以下村级行政区划单位：
胡吐格村、新立村、新农村、南沟村、三山村、温都好树村和烧锅窑村。